# 拉扎列夫灣
拉扎列夫灣（英語：Lazarev Bay）是南極洲的海灣，分隔羅斯柴爾德島和亞歷山大一世島，長28公里、寬24公里，南面以威爾金斯冰架為界，現時受南極條約體系管理。
69°20′S 72°0′W / 69.333°S 72.000°W